# 100 milioni + Iva
100 milioni + Iva è stato un programma televisivo italiano di genere game show andato in onda fra il 1997 e il 1998 in prima serata su Rete 4, per sette puntate, con la conduzione di Iva Zanicchi.

## Il programma
Ad ogni puntata partecipavano sei concorrenti che si sfidavano in un quiz musicale: al termine, dopo una serie di eliminazioni, veniva eletto un campione. In ciascuna serata interveniva un ospite musicale: Loredana Bertè, Peppino Di Capri, Riccardo Fogli, Rita Pavone, i Dik Dik.
I momenti musicali erano animati da un'orchestra di undici elementi diretta da Sergio Pezzi, con Memo Remigi che ripercorreva la storia della musica italiana reinterpretando i brani classici. Momenti di spettacolo erano invece proposti dall'illusionista Walter Rolfo, aiutato dalle "assistenti" Ana Laura Ribas e Silvia Buono. Faceva parte del cast anche Marco Milano, inviato ogni puntata nella località di provenienza di un personaggio del mondo musicale italiano.
Le coreografie proposte dai primi ballerini Silvia Specchio e Hans Camille Vancol erano ideate da Franco Miseria.

### Collocazione in palinsesto
Il programma esordì nella prima serata di Rete 4 il 24 settembre 1997, ma venne sospeso dopo la prima puntata a causa dei bassi ascolti registrati (1.300.000 telespettatori, pari al 5% di share). Fu riproposto alcuni mesi più tardi, in una versione rimodulata, trasmessa a cavallo tra dicembre e gennaio 1998, nella prima serata della domenica. La finale della gara, alla quale hanno partecipato i campioni di tutte le puntate andate in onda, è stata infine trasmessa il 13 luglio 1998.